# Kansan Uutiset
Kansan Uutiset ("Folkets nyheter") är en finländsk veckotidning och f.d. dagstidning som utges i Helsingfors. 
Tidningen grundades 1957 som gemensam partitidning för Finlands kommunistiska parti och Folkdemokraterna, då partiernas tidigare dagstidningar, Työkansan Sanomat (gr. 1945) respektive Vapaa Sana (gr. 1940), nedlades. Under sin storhetstid var Kansan Uutiset Finlands ledande arbetartidning, med utgivning varje dag och en upplaga på ca. 57 000 ex. år 1981. Efter att både Folkdemokraterna och Finlands kommunistiska parti upplöstes under 1990-talets början blev tidningen språkrör för det nybildade Vänsterförbundet. Upplagan sjönk till endast 7 300 ex. 2008, och sedan 2009 utkommer den som veckotidning med en upplaga på 13 616 ex. Som webbtidning utkommer den dock fortfarande dagligen. Tidningen definierar sig som oberoende vänster. Kansan Uutiset Oy utger därtill lokaltidningen Satakunnan Kansa (gr. 1946), som utkommer en gång per vecka i Björneborg.

## Chefredaktörer
- Jarno Pennanen (1957)
- Jorma Simpura (1957–1974)
- Erkki Kauppila (1974–1988)
- Yrjö Rautio (1988–2004)
- Janne Mäkinen (2004–2008)
- Jouko Joentausta (2008–2014)
- Sirpa Puhakka (2015–)